# Milton Keynes
För andra betydelser, se Milton Keynes (olika betydelser).
Milton Keynes är en stad i Buckinghamshire, England, omkring 80 km norr om London. Det är en av de nya städer som grundades på 1960-talet för att underlätta expansionen i sydöstra England. Den kallas ofta för New City eller MK. Centralorten hade cirka 170 000 invånare 2011, med totalt cirka 230 000 invånare i tätorten (inklusive Bletchley, Newport Pagnell och Woburn Sands). 1997 utbröts staden administrativt från Buckinghamshire och blev huvudort för enhetskommunen Borough of Milton Keynes, sedan 2022 City of Milton Keynes.
Åsikterna om staden är delade; engelska städer är kända för att vara stolta över sin historia, och Milton Keynes har föga att konkurrera med i detta avseende. På plussidan kommer att trafiksystemet är modernt och kan hantera dagens biltrafik, och att bostadspriserna är mycket lägre än i London, samtidigt som det är möjligt att pendla både till huvudstaden och till andra städer i närheten.
Stadens grundande påbörjades på 1960-talet efter ett parlamentsbeslut som bekräftade planerna den 23 januari 1967. Först 1974 hade man kommit så långt att det blev en självständig enhet med egen borgmästare.

## Ortnamnet
På platsen låg det redan flera byar med det som idag kallas Middleton i centrum. Man bestämde därför att den nya staden skulle få sitt namn därifrån. Platsen nämns i Domesday Book (1086) under namnet Mideltone (modern engelska Middletown). I ett dokument från 1422 har namnet Kaynes lagts till, efter den lokala adelssläkten Cahaignes. På en karta från 1700-talet används fortfarande namnet Middleton Kaynes, men när staden skulle grundas hade det ändrats till den nuvarande formen. 1991 fick den gamla stadsdelen namnet Middleton för att undvika missförstånd. På en del vägvisare som visar vägen till denna stadsdel står det fortfarande Milton Keynes Village inom parentes.

## Förhistoria
Under stadens utveckling har det genomförts en rad arkeologiska utgrävningar. De äldsta fynden är den omkring 150 miljoner år gamla fossilen av en iktyosaur vid Caldecotte Lake, och fynd från flintaknackning från omkring 6000 f.Kr. i samma område.
Den äldsta kända permanenta bosättningen i området har hittats vid Heelands, och är från omkring 2000 f.Kr., medan en något yngre boplats har hittats vid Stacey Bushes. Det har gjorts många enskilda fynd av redskap från yngre stenåldern och bronsåldern, bland annat i Olney, Chicheley, Newport Pagnell och Bradwell. Man har också hittat gravar från bronsåldern vid Ravenstone, Wolverton och Middleton. Flygfoton visar även en sådan gravplats vid Tyringham strax utanför själva staden. Rester av ett timmerhus från omkring 1000 f.Kr. har hittats vid Bancroft.
Från omkring 500 f.Kr. började järnåldersboplatser att växa upp i området. En av de mest omfattande fyndplatserna är vid Danesborough, precis vid Bow Brickhill, där man hittar en större boplats med en försvarsvall.
En större romersk villa har identifierats vid Bancroft Park. Precis bredvid finns rester efter ett mausoleum från samma period, byggt på en äldre gravplatsen. Det har också hittats rester av andra romerska byggnader.

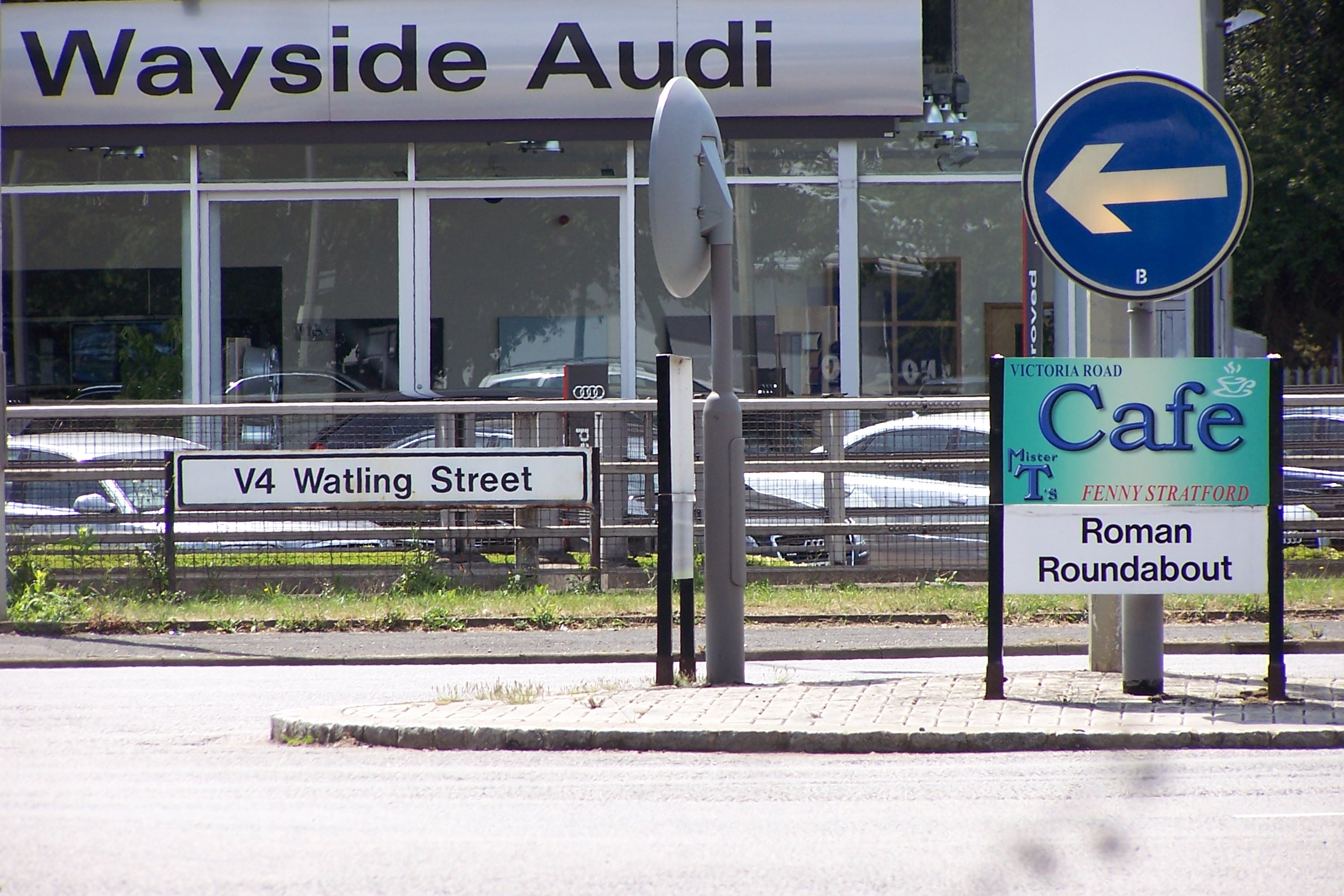
Watling Street går fortfarande under sitt gamla namn i Milton Keynes

Lite söder om Fenny Stratford låg den lilla romerska staden Magiovinum vid Watling Street. Denna viktiga romerska väg går genom Milton Keynes, och fick behålla sitt namn. Det gick en avstickare från Watling Street till staden Orchestra nära Wellingborough, och denna väg passerade också en större romersk boplats precis norr om Olney.
De första saxiska bosättningarna i området låg vid Pineland, Middleton, Great Linford och Bancroft. Dessa dateras till 500-talet och 600-talet. Innan 800-talet och 900-talet upprättades en rad socknar.

## Stadsstatus
I Storbritannien används det två olika nivåer för stadsstatus, city och town. För att få status som city måste en royal charter finnas, och sådana är ges sällan; det är primärt äldre katedralstäder som har status som city. Milton Keynes planerades som en city, men har ännu inte fått någon sådan status, och är därför formellt en town.
Lokalt används ändå alltid city som beskrivning på hela staden, medan town förbehålls de äldre städerna som staden är införlivade med. På skyltarna som önskar besökare välkommen till staden står det Borough and New City of Milton Keynes.

## Geografi och befolkning
Staden anlades medvetet ungefär halvvägs mellan London, Birmingham, Leicester, Oxford och Cambridge, så att den kunde ta av för befolkningsöverskottet i området och samtidigt som det är tillräckligt långt från de andra städerna till att utveckla sig som ett regioncenter. Det anlades flera "nya städer" på 1960-talet, och Milton Keynes är den största av dem.
Stadsplanerandet överläts till Milton Keynes Development Corporation. I början av 1990-talet tog Commission for New Towns över, och därefter kom English Partnerships. Under den första perioden var arkitekturen präglad av postmodernism, och designen visades regelbundet i vetenskapliga tidskrifter. Senare projekt har varit mindre speciella, och nyare områden påminner mer om förorter i andra engelska städer.
Vid grundandet bodde det omkring 60 000 människor innanför stadens gräns. Vid folkräkningen 2001 bodde det 177 500 där. I januari 2004 annonserade vice premiärminister John Prescott att regeringen vill fördubbla befolkningen innan 2025. English Partnerships gavs ansvaret för att följa upp detta, och planeringsmyndigheten överfördes från Milton Keynes distriktsråd. Att lokala myndigheter mister mycket av kontrollen över denna utvecklingen är kontroversiellt, eftersom det av många uppfattas som en mindre demokratisk lösning.

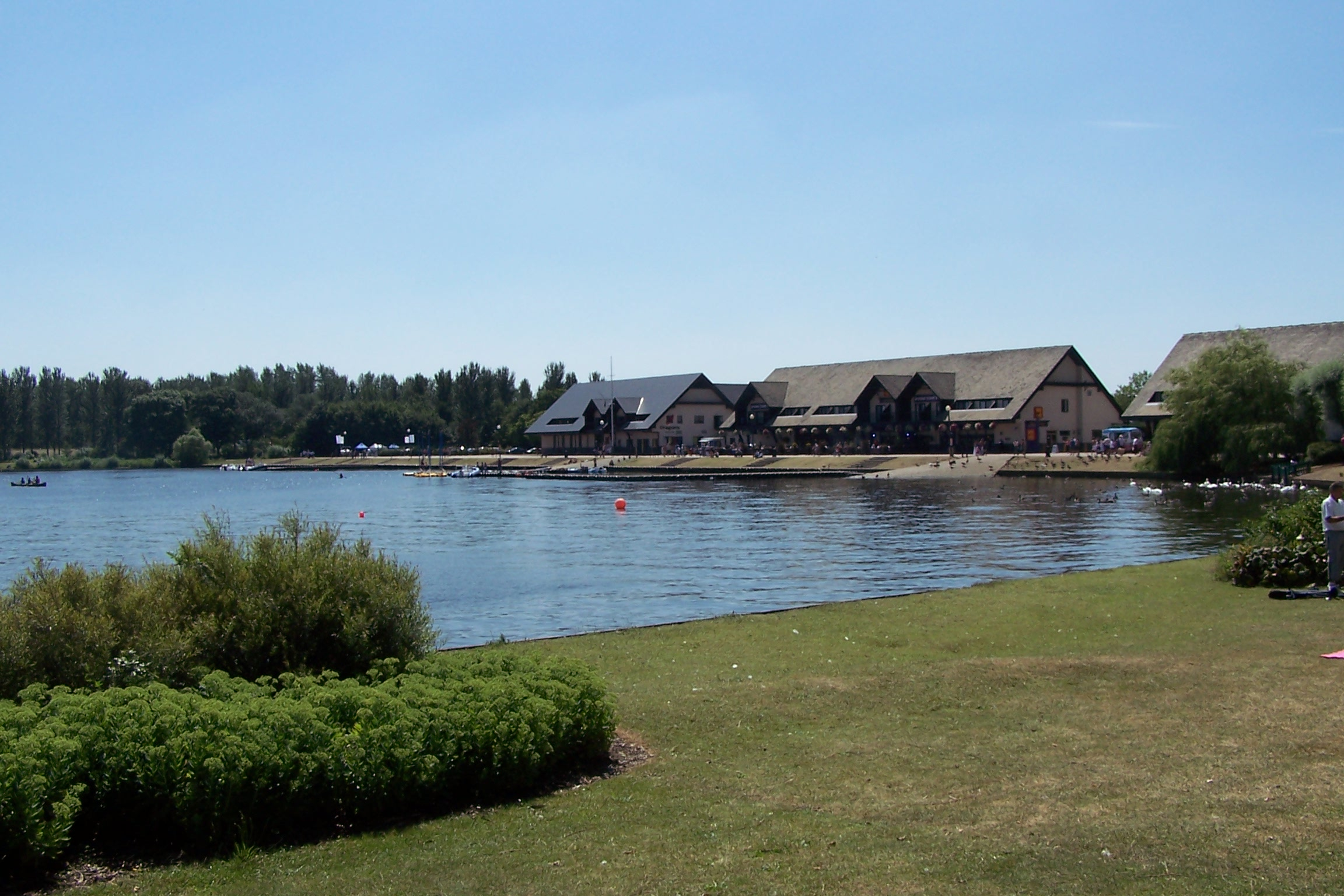
Willen Lake är en av flera konstgjorda insjöar som reglerar flodvattnet

Naturmiljön förvaltas av Milton Keynes Parks Trust. De floder som rinner genom eller förbi staden utgjorde en fara för översvämningar, och detta har tagits hand om genom att vattennivån regleras av en rad konstgjorda insjöar. Insjöarna och parkerna ger staden en öppen prägel, så att man precis utanför stadskärnan kan få intryck av att man är på landet.
Staden täcker omkring en tredjedel av distriktets areal och har 90% av befolkningen. En rad byar och flera städer ligger inom stadens gräns, och har fortfarande en viss självständighet som städer eller civil parish.
Bland städerna inom stadens gräns finner man:
- Bancroft, Bletchley, Bradwell, Broughton
- Caldecotte, Central Milton Keynes
- Fenny Stratford
- Great Linford
- Loughton
- Middleton
- New Bradwell
- Shenley Brook End, Shenley Church End, Simpson, Stantonbury, Stony Stratford
- Tattenhoe, Tongwell
- Walton, Water Eaton, Wavendon, Willen, Wolverton, Woolstone, Woughton on the Green, Westcroft

## Kommunikationer

### Inom staden

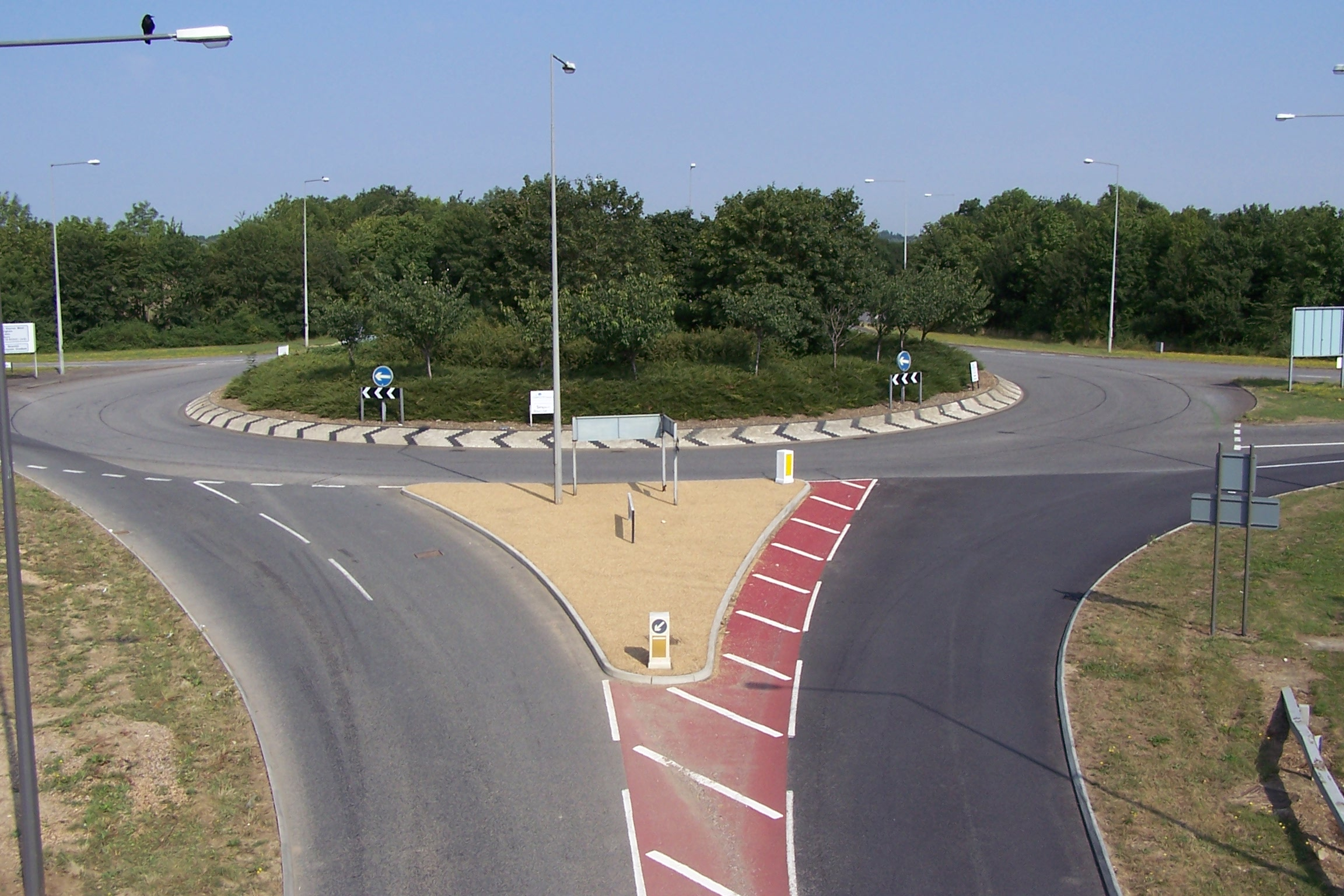
Vägnätet i Milton Keynes präglas av många rondeller

Som en ny stad grundades Milton Keynes med tanke på den stadigt ökande biltrafiken. Den har ett vägnät baserat på ett rutnät av horisontala och vertikala vägar; alla huvudvägar är dessutom till namnet skyltat med 'H' eller 'V' samt ett nummer som anger placeringen öster-väster eller syd-nord. Vägarna har inte lagts efter ett strikt linjärt rutnät, men har anpassats till omgivningen. I de enskilda kvadraterna ligger de olika stadsdelarna, av vilka en del är allokerade för bostadsområden med endast mindre närbutiker, och andra till näringsverksamhet med industri och större handelscentra.
I alla huvudkorsningar finns rondeller, och flera av huvudvägarna genom staden har fyra körfält med åtskilda körriktningar. De huvudvägarna som bara har två körfält har för det mesta breda, obebyggda fält på bägge sidor så att de lätt kan utvidgas om det finns behov för det.
Systemet gör det enkelt att komma från en stadsdel till en annan med ett minimum av trafik i tätbebyggda områden, eftersom huvudvägarna är åtskilda från bebyggelsen. Insamlad data från övervakningsstationer visar att föroreningar är mindre än i andra städer av samma storlek i Storbritannien, vilket främst beror på att de mycket sällan är trafikstockningar och därmed mycket mindre tomgångskörning än man finner på annat håll. Ljudnivån i bostadsområden blir också begränsade, och på flera platser har man lagt höga vallar mellan huvudvägarna och bebyggelsen. Det finns fortfarande betydande trafikbuller på vissa ställen. Fartgränserna är för det mesta 112 km/t (70 miles/t) på fyrfältsvägarna och 96 km/t (60 miles/t) på tvåfältsvägar med mötande trafik; detta är de nationella standardgränserna. Detta betyder å ena sidan att man kommer mycket snabbt fram, men å andra sidan har det lett till en rad allvarliga olyckor, många med dödlig utgång. Fartgränsen på en del av tvåfältsvägen har därför sänkts till 64 km/t (40 miles/t) för att reducera antalet olyckor.
Huvudvägen genom centrum, Midsummer Boulevard, har fått sitt namn för att den är anlagd så att solen skiner rakt längs vägen på midsommarafton.

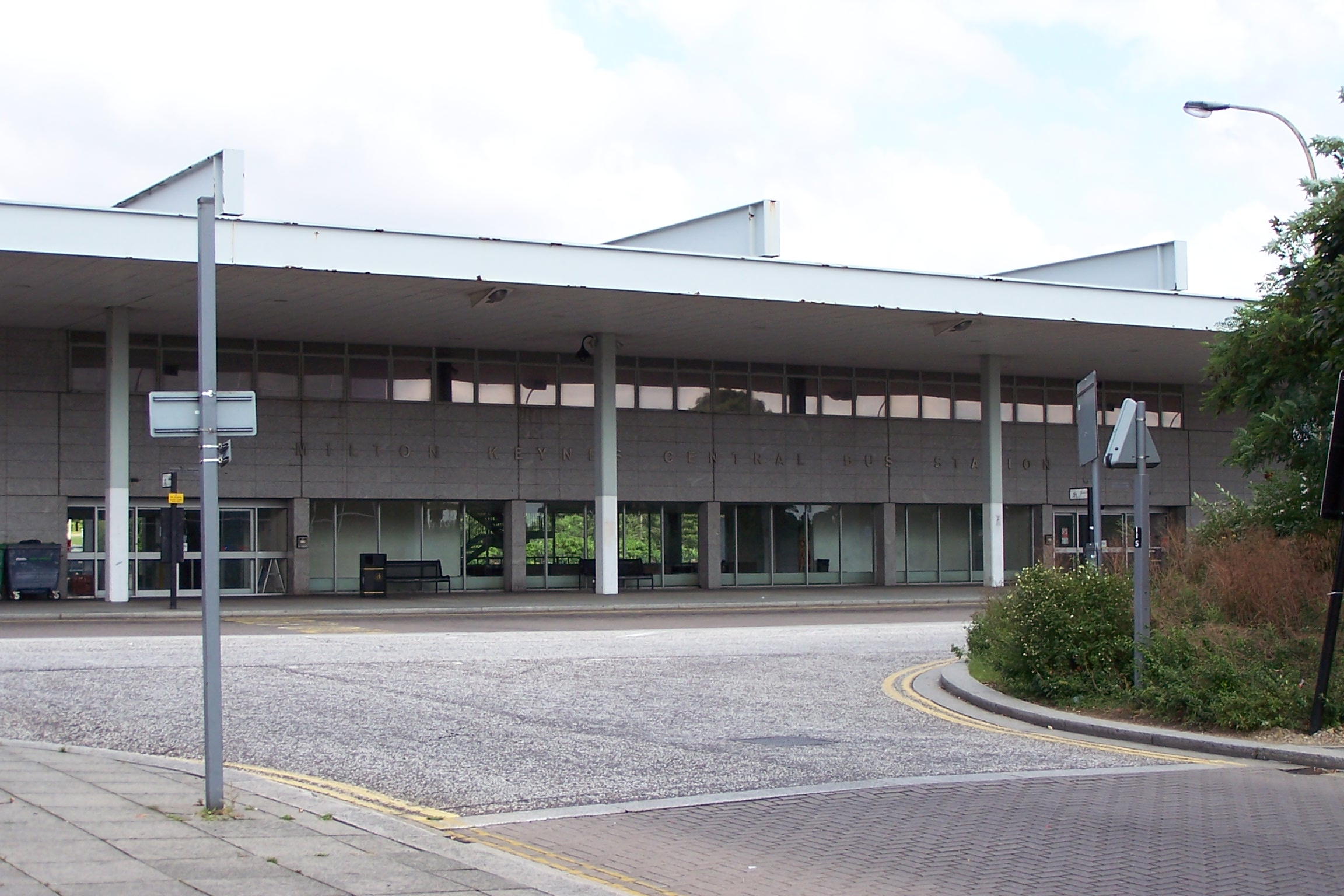
Den centrala busstationen

Det finns ett mycket bra utbyggt bussnät i staden. Förutom de vanliga offentliga bussarna finns också privata bussar som kör gratislinjer mellan bostadsområden och stora butikscentra. Den centrala busstationen ligger precis vid sidan av den centrala järnvägsstationen.

### Väganslutningar
Från motorvägen M1 finns en avfart till Milton Keynes från trafikplats J14 och J15A, som båda ligger precis vid staden. A5, A421, A422 och A509 går genom staden. Många långdistansbussar till Midlands och norra England stannar vid Milton Keynes Coachway på M1, omkring 5 km från centrum. Det ligger en park and ride-plats precis vid siden av, med buss in till centrum. Det går buss från Milton Keynes till Oxford, Bedford och Cambridge.

### Tåg

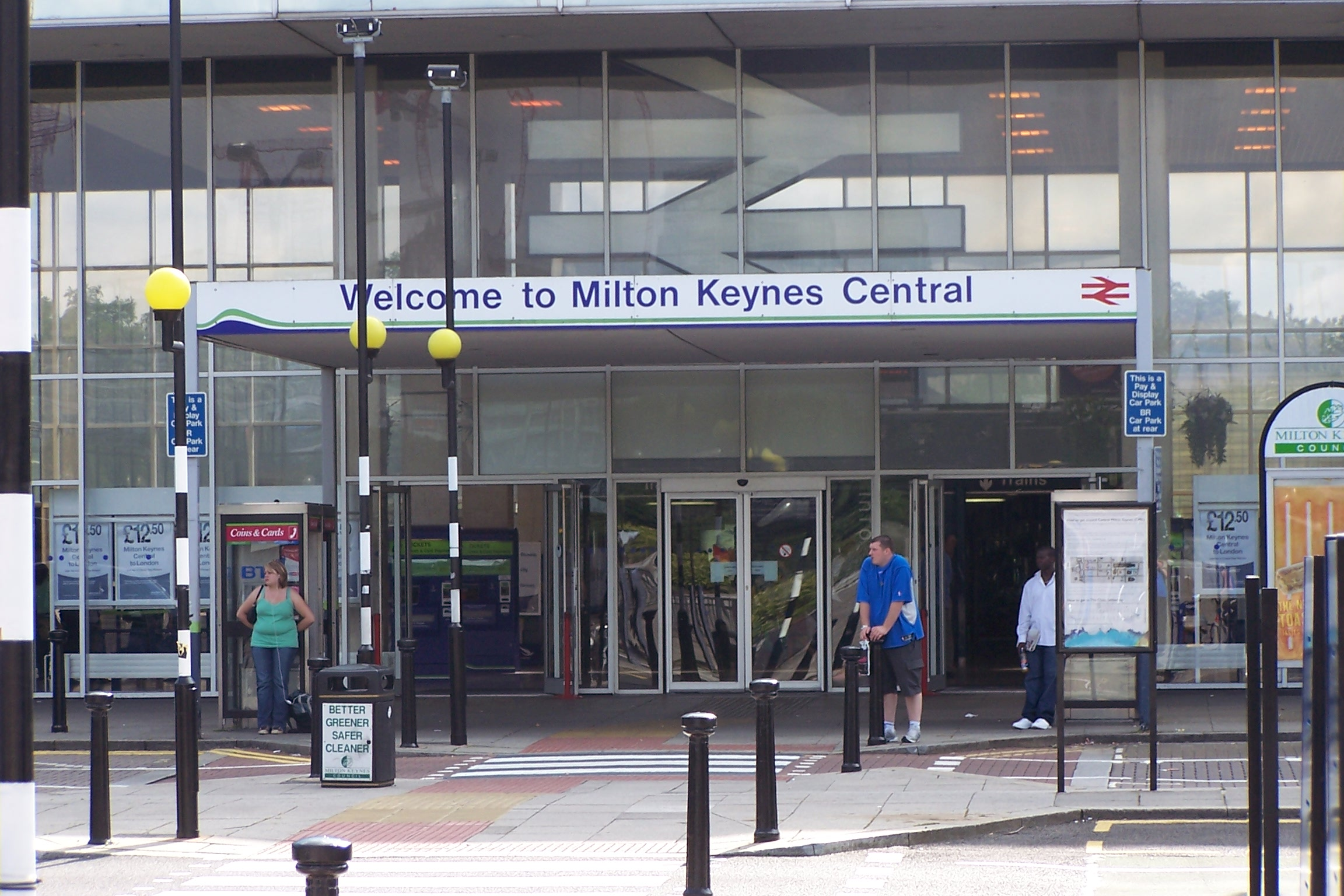
Milton Keynes Central

Det finns fem tågsstationer i staden:
- Milton Keynes Central station (West Coast Main Line)
- Bletchley station (West Coast Main Line och Marston Vale Line)
- Bow Brickhill station (Marston Vale Line)
- Fenny Stratford station (Marston Vale Line)
- Wolverton station (West Coast Main Line)

Woburn Sands station ligger utanför själva staden, men i distriktet Milton Keynes.
Stationerna betjänas av lokaltåg kört av Silverlink och intercitytåg från Virgin Trains. Det finns täta avgångar till London med bägge företagen och avgångar norröver mot Glasgow med Virgin.

### Kanal

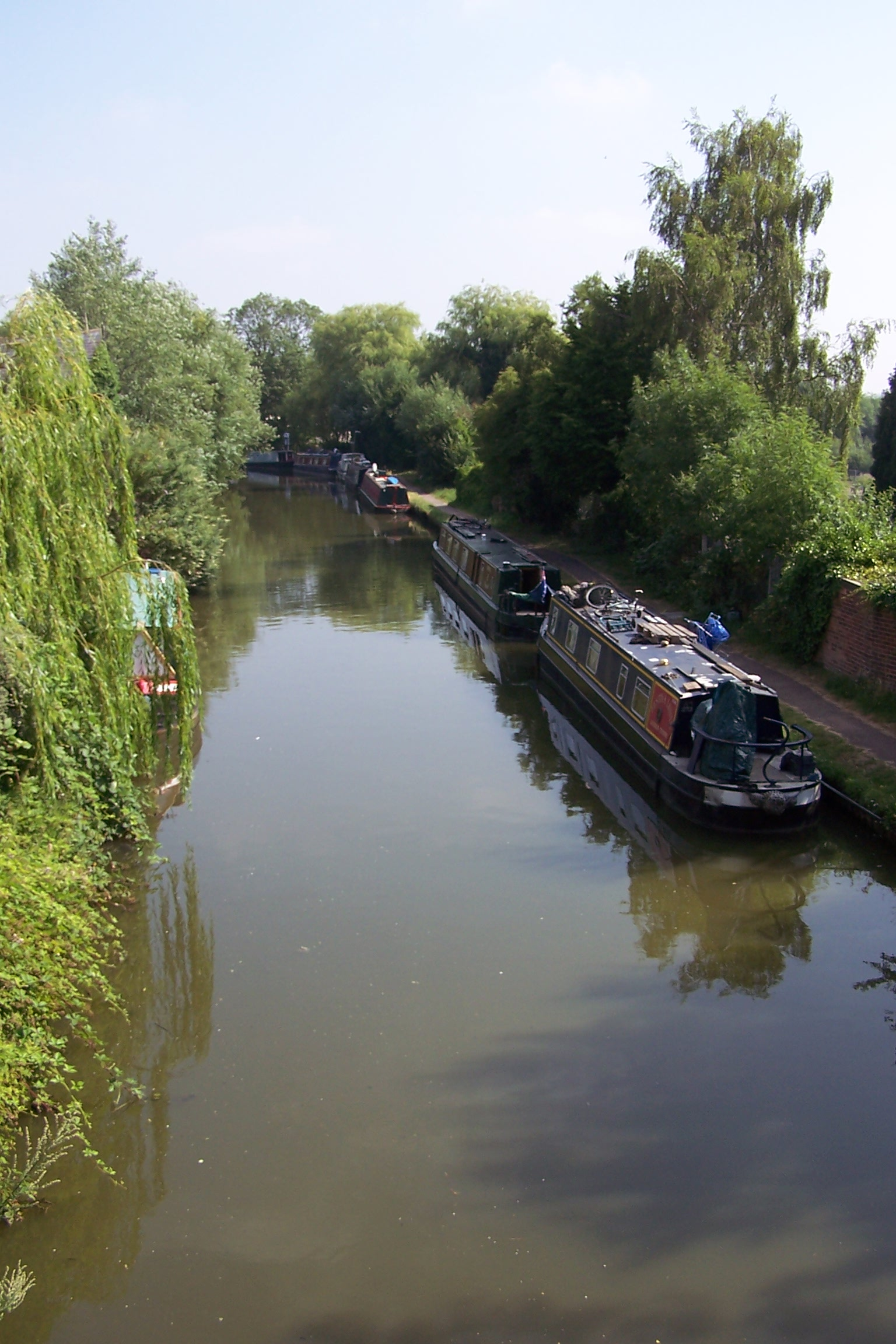
Grand Union Canal i Fenny Stratford

Grand Union Canal, som går mellan London och Birmingham, rinner genom staden, och även om den inte längre används till transport av varor, finns det många turister som kommer inom staden när de är på kanalresa. Då staden ligger i en mycket platt terräng finns det färre slussar på denna sträcka än det är jämnt över på kanalen.

### Flyg
Staden betjänas av flygplatsen i Luton, med bussavgång varje timme mellan Milton Keynes och flygplatsen, ett avstånd på omkring 50 km. Birmingham International Airport ligger dubbelt så långt bort, men används av långt fler företag. Londonflygplatserna Heathrow, Stansted och Gatwick ligger också på ett rimligt avstånd.
Cranfield Airport i Cranfield betjänar privatflyg.

## Kultur och sevärdheter
Milton Keynes kom med i Guinness rekordbok med det längsta köpcentrumet; Centre:MK är 720 m långt. Staden har också Europas största skidbacke inomhus, i komplexet Xscape Dome, som också innehåller bio, butiker och restauranger.
National Bowl är en konsertarena med 65 000 platser.
Det finns två museer: Bletchley Park där axelmakternas koder knäcktes under andra världskriget, och Milton Keynes Museum i Wolverton, som särskilt fokuserar på stadens sociala historia. Vid Willen ligger nöjesparken Gulliver's Land. Man finner också gamla ruiner, av en romersk villa vid Bancroft och klostret Bradwell Abbey vid Bradwell.
Sevärdheter i närheten av staden är bland annat godset Woburn Abbey och staden Dunstable med byggnader från medeltiden. Den gamla administrationsstaden i Buckinghamshire, Buckingham, ligger precis utanför stadens gräns. Staden har många historiska byggnader och ett litet museum.

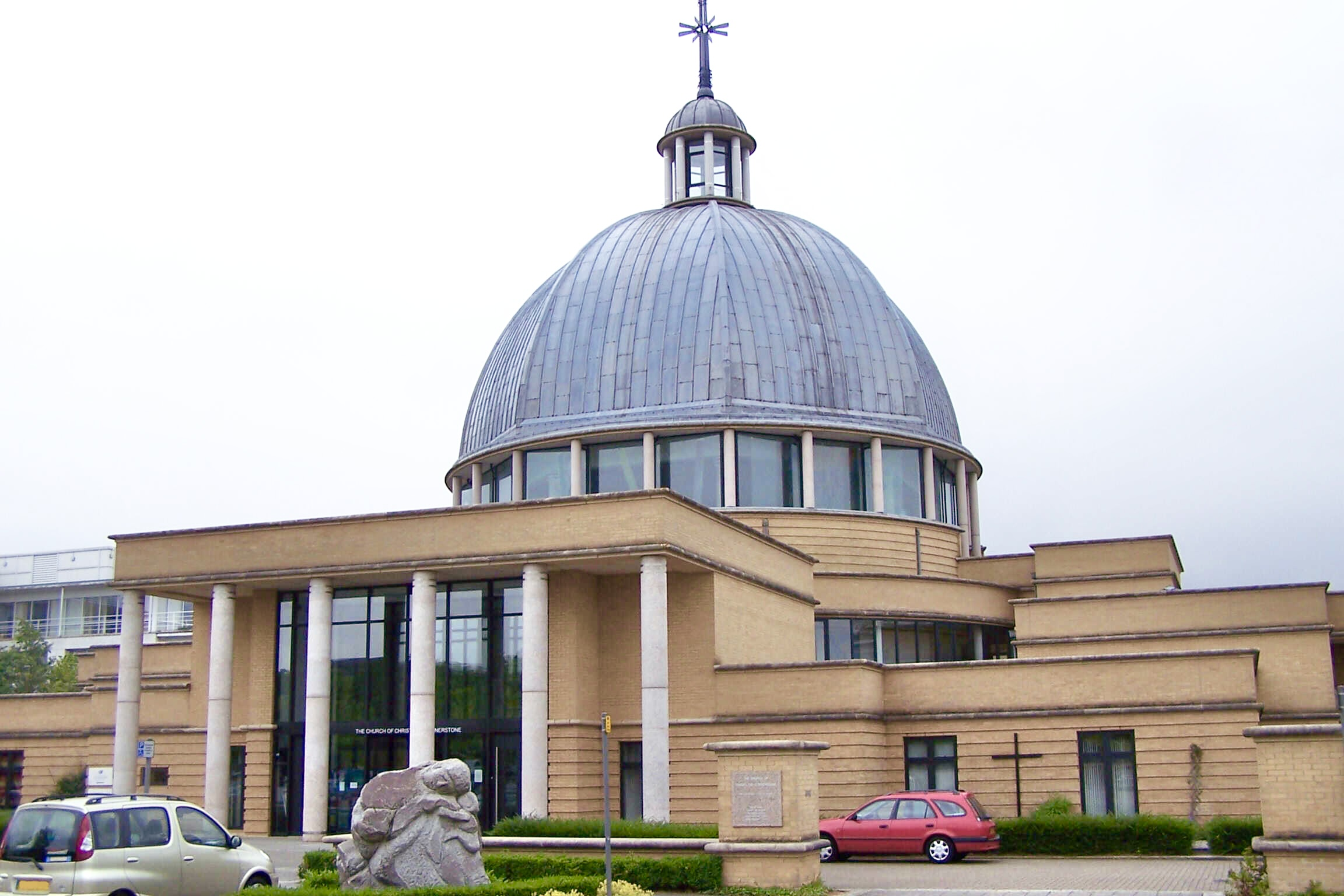
Christ the Cornerstone

Kyrkan Christ the Cornerstone, som ligger i centrum, är en ekumenisk kyrka som ägs och drivs av Engelska kyrkan, Baptistkyrkan, Metodistkyrkan, United Reformed Church och Romersk-katolska kyrkan. Den designades av Iain Smith, och öppnades 1992 som den första ekumeniska centrumkyrkan i Storbritannien. Kyrkan har en stor kupol som är synlig på långt avstånd. Det finns också många kyrkor i de olika stadsdelarna, en del av dem gamla kyrkor från de ursprungliga städerna och byarna, och andra nya som rests efter att utbyggandet av staden startade.

## Idrott
Nationella landhockeystadion och nationella badmintoncentret ligger också i staden.
Fotbollslaget Wimbledon FC flyttade från London till Milton Keynes 2003, och bytte namn till Milton Keynes Dons. De spelar sina matcher på Stadium mk, som öppnades 2007.

## Utbildning
Open University har tillhåll i stadsdelen Kent's Hill. Bara ett fåtal av studenterna, runt 200 som studerar på högre nivå, uppehåller sig på campus. Resten studerar genom korrespondens och internet. Med omkring 180 000 studenter är Open University Storbritanniens största utbildningsinstitution.
Precis utanför staden ligger Cranfield University, i Cranfield i Bedfordshire.
Milton Keynes College erbjuder högskolestudier på grundnivå.
Högstadie- och gymnasieskolor använder Comprehensive System. Resultaten ligger över det nationella genomsnittet, men under genomsnittet för resten av Buckinghamshire. Demografiskt ligger då också Milton Keynes närmare resten av landet än andra delar av grevskapet.